# Dietrich Kuhlbrodt

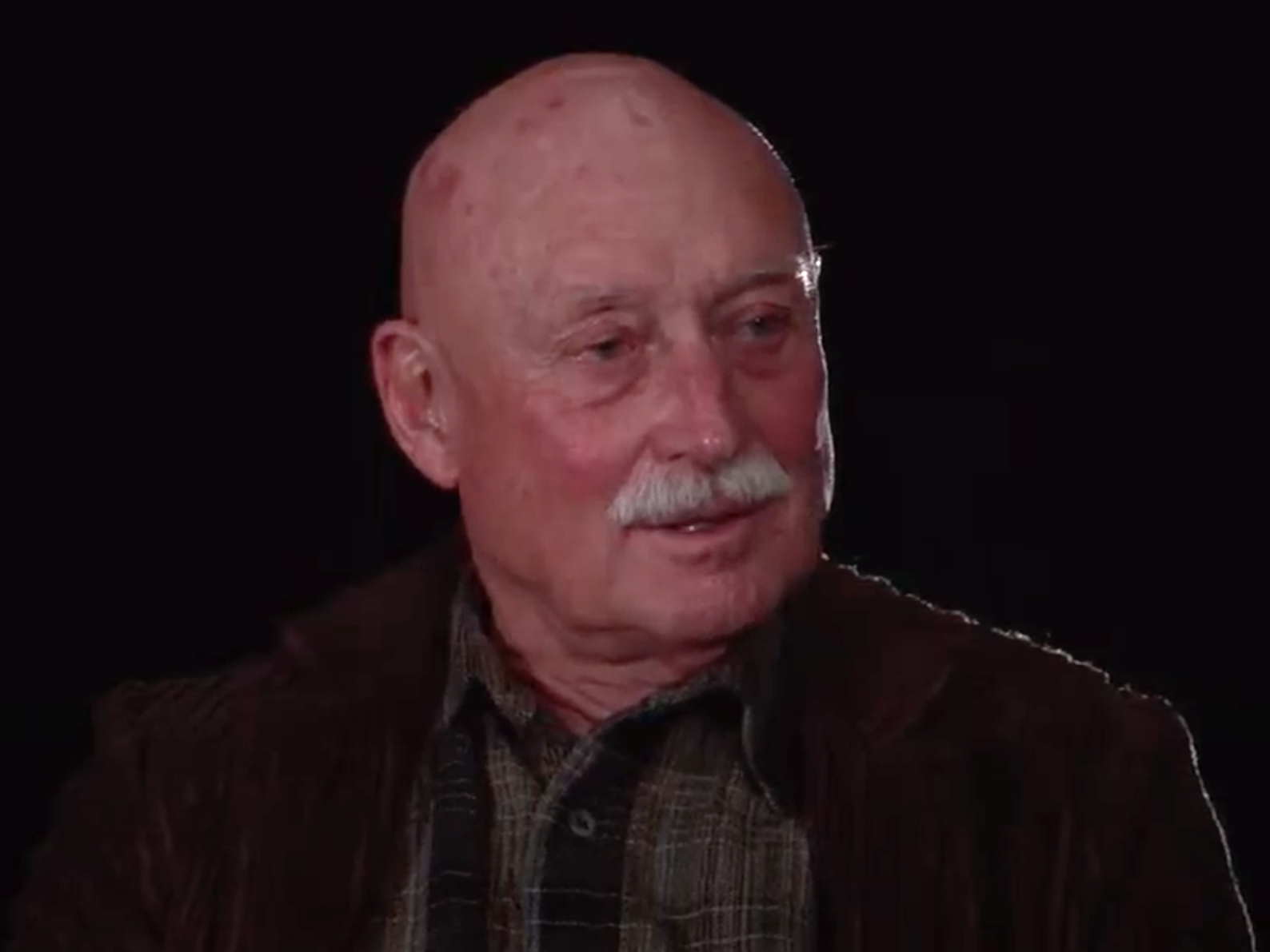
Dietrich Kuhlbrodt, 2015

Dietrich Kuhlbrodt (* 15. Oktober 1932 in Hamburg) ist ein deutscher Jurist, Autor und Schauspieler. Er ist Oberstaatsanwalt a. D.

## Aktivitäten und Werke
Kuhlbrodt schreibt seit 1957 Film- und Theaterkritiken. 1963 promovierte Kuhlbrodt an der Universität Hamburg mit der Dissertation Die Behandlung des Rechts der DDR in der Rechtsprechung der Bundesrepublik zum Doktor der Rechte. Als Staatsanwalt war er lange Zeit am Hamburger Landgericht für die Verfolgung von Verbrechen der nationalsozialistischen Zeit zuständig. In den 1960er Jahren war er bei der Zentralen Stelle der Landesjustizverwaltungen zur Aufklärung nationalsozialistischer Verbrechen in Ludwigsburg tätig.
Er schrieb am Drehbuch zu Liebeskonzil mit und produzierte den ZDF-Film Das jüngste deutsche Kino. Die Musik und Filme der Gruppe Die Tödliche Doris porträtierte er als erster Autor in der Frankfurter Rundschau und im tip. Er ist Autor des Tödliche-Doris-Musik- und Buchprojektes Naturkatastrophen und ihres Super-8-Filmbuchs KINO. Deren Skandalfilm von 1981, Das Leben des Sid Vicious, gespielt von Oskar, dem zweijährigen Sohn der Tödliche-Doris-Schlagzeugerin Dagmar Dimitroff, der im Hakenkreuz-T-Shirt durch West-Berlin spaziert, nahm er bei Erscheinen ausdrücklich in der Frankfurter Rundschau und der Zeitung Ästhetik & Kommunikation in Schutz: „Oskar kann kein Nazi sein. Beim Dreh war er gerade zwei Jahre alt.“
Mit Christoph Schlingensief verband ihn eine langjährige Arbeitsgemeinschaft. Als Darsteller erschien er in Filmen wie Hundert Jahre Adolf Hitler, Das deutsche Kettensägenmassaker, United Trash und Mein zwanzigstes Jahrhundert. Auf der Bühne trat er unter anderem in Monsterdämmerung, ATTA ATTA – Die Kunst ist ausgebrochen, Bambiland und Attabambi – Pornoland auf. Seit 2003 ist er Co-Herausgeber des Internetmagazins Filmzentrale. Er war Mitglied der Partei Chance 2000.
Seine Erfahrungen als Filmkritiker und Staatsanwalt nutzte er, um im Buch Deutsches Filmwunder – Nazis immer besser die Darstellung der nationalsozialistischen Zeit im deutschen Film der Nachkriegszeit kritisch darzustellen.
Seit Anfang 2011 wirkt Kuhlbrodt unter dem Pseudonym „Opa16“ im Künstlerkollektiv HGich.T mit, unter anderem in Videos zu Stücken von Heinz Strunk.
Im Februar 2021 war Kuhlbrodt Teil der Initiative #ActOut im SZ-Magazin, zusammen mit 184 anderen lesbischen, schwulen, bisexuellen, queeren, intergeschlechtlichen und transgender Personen aus dem Bereich der darstellenden Künste.
Dietrich Kuhlbrodt ist der Bruder des Schauspielers Rüdiger Kuhlbrodt. Er lebt in Hamburg.

## Filme (Schauspieler)
- 1983: Tage im Hotel
- 1984: Giarres – von Reinhard von der Marwitz
- 1984: Tod dem Zuschauer
- 1984: Decoder als Crisis staff
- 1986: Menu total
- 1986: Egomania – Insel ohne Hoffnung als Notary
- 1988: Schafe in Wales (TV) als Helmut
- 1989: 100 Jahre Adolf Hitler – Die letzte Stunde im Führerbunker als Joseph Goebbels
- 1989: Adrian und die Römer als Glaesser
- 1990: Das deutsche Kettensägenmassaker als Dietrich
- 1991: Europa als Inspector
- 1994: Tod eines Weltstars (TV) als Dietrich Johannson
- 1994: Terror 2000 – Intensivstation Deutschland als Nazi-Führer
- 1995: Bismarckpolka als Kassierer
- 1996: United Trash als Hassans Minister/Außenminister Christoffersen
- 1997: Tod eines Feuerwehrmannes
- 1997: Die 120 Tage von Bottrop als Hauptkritiker
- 2012: Bruder (Kurzfilm) als Vater
- 2012: Das ist ja das Leben selbst! als Hugo Largo
- 2013: Musikvideo Der Investor (Die Goldenen Zitronen)
- 2014: Emma hat Flügel als Mann in der U-Bahn
- 2015: Heil als Altnazi Bettnachbar
- 2015: Zeckenkommando vs Cthulha
- 2015: ABCs of Superheroes
- 2016: Teuropa (Kurzfilm) als Anwalt [4]
- 2016: Temporär Esprit (Kurzfilm)
- 2019: Gasmann
- 2022: Kiezjargon – Leonidas
- 2023: Thanatomania
- 2024: Nonkonform (Dokumentation)[5]

## Bücher
- Rosa von Praunheim – Reihe Film 30. Carl Hanser Verlag, München 1984, ISBN 978-3-446-13967-1.
- Die Tödliche Doris. Naturkatastrophen selbermachen. Gelbe Musik, Berlin 1984.
- Kuhlbrodtbuch. Memoiren. Verbrecher Verlag, Berlin 2002, ISBN 3-935843-13-5.
- Deutsches Filmwunder: Nazis immer besser, Konkret Literatur Verlag, Hamburg 2006, ISBN 3-89458-245-6.